# Alien Crush Returns
Alien Crush Returns ist ein Videospiel, welches 2008 für die Nintendo Wii erschien. Alien Crush Returns ist ein Remake des PC-Engine-Spiels Alien Crush von 1988.
Auf insgesamt vier Flippertischen mit jeweils unterschiedlichen Themen gilt es einen Highscore zu erzielen. Im Story Mode werden alle im Rahmen einer kleinen Handlung nacheinander gespielt, wobei unterschiedliche Aufgaben gelöst werden müssen. Weiterhin ist es möglich alle Level einzeln zu spielen. Im Spielverlauf können unterschiedliche Items wie eine höhere Ballgeschwindigkeit usw. für begrenzte Zeit aktiviert werden. Im Rahmen der Nintendo Wi-Fi Connection war es bis zum 20. Mai 2014 möglich, seine Highscores hochzuladen und mit anderen Spielern weltweit zu vergleichen. Der Titel ist ausschließlich als WiiWare-Download erhältlich.
Die Kritiken fielen in der Spielepresse gut aus.